# George B. Pickett Jr.
George Bibb Pickett Jr. (* 20. März 1918 in Montgomery, Montgomery County, Alabama; † 4. Januar 2003 ebenda) war ein Generalmajor der United States Army. Er war unter anderem Kommandeur der 2. Infanteriedivision.
George Pickett war Nachfahre prominenter Personen der Südstaaten. Dazu gehörten unter anderem William Wyatt Bibb (1791–1820), der erste Gouverneur von Alabama, und George Edward Pickett (1825–1875), ein Generalmajor der Südstaaten während des Amerikanischen Bürgerkriegs.
Pickett besuchte bis 1936 das Tennessee Military Institute. Danach war er für kurze Zeit als Landvermesser tätig. In den Jahren 1937 bis 1941 durchlief er die United States Military Academy in West Point. Nach seiner Graduation wurde er als Leutnant in das Offizierskorps des Heeres aufgenommen. In der Armee durchlief er anschließend alle Offiziersränge vom Leutnant bis zum Zwei-Sterne-General.
Im Lauf seiner militärischen Karriere absolvierte Pickett verschiedene Kurse und Schulungen. Dazu gehörten unter anderem das Armed Forces Staff College und das National War College.
In seinen jüngeren Jahren absolvierte er den für Offiziere in den niederen Rangstufen üblichen Dienst in verschiedenen Einheiten und Standorten. Während des Zweiten Weltkriegs war Pickett auf dem europäischen Kriegsschauplatz eingesetzt. Dort gehörte er unter anderem dem 42. Panzerbataillon unter der 11. Panzerdivision an. Diese drang zusammen mit anderen Einheiten durch Nordfrankreich nach Deutschland vor und war unter anderem an der Abwehr der deutschen Ardennenoffensive beteiligt. Im weiteren Verlauf wurde Picket Kommandeur eines Bataillons der 16. Panzerdivision, die ebenfalls in Europa eingesetzt war und deren Einheiten bis zur Tschechoslowakei vorstießen.
Nach dem Ende des Krieges blieb Pickett bis 1947 in Europa, wo er den amerikanischen Besatzungstruppen angehörte. Anschließend war er in den Jahren 1947 bis 1950 Dozent an der Infantry School in Fort Benning, dem heutigen Fort Moore, in Georgia. Zwischen Juli 1950 und November 1951 war Pickett im Koreakrieg eingesetzt. Dort gehörte er den Panzertruppen des IX. Korps an. Daran schloss sich eine Versetzung nach Tokio als militärischer Berater der japanischen Militär und Marineakademie an. Diese Zeit wurde vom Unfalltod seines Sohnes überschattet.
Nach seiner Rückkehr aus Japan wurde er zur 4. Armee nach Fort Sam Houston in Texas versetzt, wo er zwischen 1953 und 1956 deren Stabsabteilung G3 (Operationen) angehörte. Damals hielt er auch Vorträge bei der National Rifle Association. Es folgte ein Studium am Armed Forces Staff College, dessen Fakultät er danach bis zum August 1959 angehörte. Anschließend studierte er am National War College in Washington, D.C. Daran schloss sich eine Versetzung nach Nürnberg in Deutschland an, wo er bis 1963 das 2. Panzerregiment kommandierte.
Im Jahr 1963 erreichte Pickett mit seiner Beförderung zum Brigadegeneral die Generalsränge. In Fort Belvoir in Virginia wurde er Stabschef des Combat Developments Commands. Drei Jahre später erfolgte seine Beförderung zum Generalmajor. Gleichzeitig erhielt er das Kommando über die 2. Infanteriedivision in Südkorea, das er zwischen Juli 1966 und Mai 1967 als Nachfolger von John H. Chiles innehatte. In dieser Zeit kam es zu einigen Grenzkonflikten mit Nordkorea.
Nachdem Pickett sein Kommando in Südkorea an Frank C. Izenour übergeben hatte, wurde er zum Stab der Joint Chiefs of Staff in Washington D.C. versetzt, wo er bis 1969 der Abteilung J3 (Operationen) angehörte. Sein nächster Auftrag führte Pickett von 1969 bis 1971 als Leiter der amerikanischen Beratergruppe bei der dortigen Regierung auf die Philippinen. In den Jahren 1971 bis 1973 war er stellvertretender Kommandeur der 3. Armee. Im März 1973 schied er aus dem aktiven Militärdienst aus.
George Pickett verbrachte seinen Lebensabend in seiner Heimatstadt Montgomery in Alabama. Dort war er unter anderem für die National Rifle Association tätig. Außerdem arbeitete er für die Zeitung Montgomery Advertiser, wo er Artikel zu militärischen Themen veröffentlichte. In seiner Heimatstadt engagierte er sich auch im gesellschaftlichen Leben und war Mitglied zahlreicher Vereine und Vereinigungen. Er galt als Militärexperte und hielt öffentliche Vorträge zu diesem Themenbereich. Pickett war sowohl vor als auch nach seiner Pensionierung Verfasser zahlreicher Artikel zu verschiedenen militärischen Themen. Er starb am 4. Januar 2003 und wurde auf dem Greenwood Cemetery in Montgomery beigesetzt.

## Orden und Auszeichnungen
George Pickett erhielt im Lauf seiner militärischen Laufbahn unter anderem folgende Auszeichnungen:
- Army Distinguished Service Medal
- Silver Star
- Legion of Merit
- Bronze Star Medal